# Oscar Löfgren
Oscar Anders Valfrid Löfgren (1898 – 1992) è stato un orientalista svedese.
Studiò filologia classica e filologia semitica, conseguendo nel 1927 la laurea con un'edizione del testo amarico della versione del Libro di Daniele, il cui originale ebraico risale tra il VI e il II secolo a.C..

Nel corso dei successivi 25 anni Löfgren insegnò in diverse istituti e università, senza però trovare un lavoro permanente da nessuna parte. Solo nel 1951 fu nominato professore di "Lingue semitiche" nell'Università di Göteborg (dove aveva studiato sessanta anni prima), e nel 1956 si trasferì nell'Università di Uppsala.
Tra le sue realizzazioni figurano principalmente edizioni di testi amarici e sudarabici, come ad esempio l'edizione nel 1930 della versione etiopica del Die Athiopische Dodekapropheton. Tra il 1931 e il 1956 curò un'edizione della geografia sudarabica; tra il 1932 e il 1933 (insieme a Sebastian Euringer) curò l'edizione etiope degli Anaphora. Esperto codicologo, ha pubblicato vari cataloghi di manoscritti arabi ed etiopici. Da ultimo, con Renato Traini, ha dato alle stampe i primi 4 volumi del Catalogo dei manoscritti arabi della Biblioteca ambrosiana di Milano.
Nel 1987 ha firmato un accordo con la Divisione di antiquariato della casa editrice Brill di Leida (Paesi Bassi) per la vendita della sua biblioteca privata. In base all'accordo, la biblioteca è diventata di proprietà di Brill al momento della sua morte nel 1992.

## Opere scelte
- Die athiopische ubersetzung des Propheten Daniel nach Handschriften in Berlin, Cambridge, Frankfurt am Main, London, Oxford, Paris, und Wien zum ersten Male herausgegeben und mit Einleitung und Kommentar versehen, Paris, Librairie Orientaliste Paul Geuthner, 1927
- Die Athiopische Dodekapropheton; Jona, Nahum, Habakuk, Zephanja, Haggai, Sacharja und Maleachi (äthiopisch, unter zugrundelegung des Oxforder Ms. Huntington 625 nach meireren Handschriften herausgegeben von Oscar Löfgren), Parigi, Champion, 1930
- Studien zu den arabischen Danielübersetzungen, Uppsala, 1936, XVI, 103 pp.
- Die beiden gewöhnlichen äthiopischen Gregorius-Anaphoren, Orientalia Christiana, vol. XXX-2, Num. 85 (Pontificium Institutum Orientalium Studiorum, Roma, 1933)
- Katalog über die äthiopischen Handschriften in der Universitätsbibliothek Uppsala, Uppsala, 1974.
- Het Oosters Antiquarium. Catalogue, 1994
- (con R. Traini), Arabic manuscripts in the Biblioteca ambrosiana, 5 voll.
- Al-Iklil, erstes Buch in der Rezension von Muhammed bin Naswan bin Said al-Himyari, nach der einzigen Berliner Handschrift Or. Oct.968 zum ersten male herausgegeben von Oscar Löfgren, voll. 1 & 2, Uppsala, Almqvist & Wiksells 1954-1965, 1965 (sul capolavoro di Abū Muḥammad al-Ḥasan al-Hamdanī)